# Propriétés physico-chimiques des protéines
 (février 2014).
Si vous disposez d'ouvrages ou d'articles de référence ou si vous connaissez des sites web de qualité traitant du thème abordé ici, merci de compléter l'article en donnant les références utiles à sa vérifiabilité et en les liant à la section « Notes et références ».
Cet article fournit diverses informations sur les propriétés physico-chimiques des protéines.

## Dénaturation
Une protéine est dénaturée lorsque sa conformation tridimensionnelle spécifique est changée par rupture de certaines liaisons sans atteinte de sa structure primaire. Il peut s'agir, par exemple, de la désorganisation de zones en hélice α. La dénaturation peut être réversible ou irréversible. Elle entraîne une perte totale ou partielle de l'activité biologique. Elle produit très souvent un changement de solubilité de la protéine.
Les agents de dénaturation sont nombreux :
- agents physiques : température, radiations, pH ;
- agents chimiques: solution d'urée qui forme de nouvelles liaisons hydrogène dans la protéine, solvants organiques, détergents...

## Solubilité
Les relations des protéines avec l'eau sont complexes. La structure secondaire des protéines dépend dans une large mesure de l'interaction des liaisons peptidiques avec l'eau par l'intermédiaire de liaisons hydrogène. Des liaisons hydrogène se forment également soit entre radicaux de la protéine (structures alpha et bêta) soit entre ses radicaux hydrophiles libres et l'eau. Les protéines riches en pelote statique sont donc a priori plus solubles que les structures hélicoïdales. Au niveau de la structure tertiaire, l'eau provoque l'orientation des chaînes et radicaux hydrophiles vers l'extérieur de la molécule, alors que les chaînes et radicaux hydrophobes ont tendance à réagir entre eux à l'intérieur de la molécule (cf. effet hydrophobe). La solubilité des protéines dans une solution aqueuse contenant des sels dépend de deux effets antagonistes liés d'une part aux interactions électrostatiques ("salting in" ou effet dissolvant), et d'autre part aux interactions hydrophobes (salting out ou effet relargant).
A basse force ionique, la solubilité des protéines augmente lorsque la concentration en sels croit, jusqu'à un certain seuil. Au delà, elle diminue avec l'addition de sels. L'augmentation de solubilité (salting in) est lié à l'action des forces électrostatiques. La diminution de solubilité (salting out) est attribuée à différentes interactions rassemblées sous le nom "d'interactions hydrophobes", sans que ce terme implique un mécanisme précis.
Influence du pH : la solubilité est minimale au pH isoélectrique.

## Poids et masse moléculaires
C'est une caractéristique fondamentale de chaque protéine. Elle se définit par deux expressions équivalentes qui doivent être distinguées :
- le poids moléculaire ou masse moléculaire relative (symbole Mr) est sans dimension ;
- la masse moléculaire (symbole m), généralement exprimée en daltons (Da) pour les protéines.

Pour les protéines, on utilise souvent le Mr. Cette caractéristique est estimée par diverses méthodes, par exemple :
- La filtration sur gel, ou chromatographie d'exclusion stérique. Des billes de polyosides à liaisons croisées ou un polymère artificiel forment dans l'eau un gel fonctionnant comme un tamis moléculaire traversé rapidement par les grosses molécules, lentement par les petites qui pénètrent le gel. Le principe est simple : après avoir étalonné la colonne avec des protéines de poids moléculaire connu, il existe ensuite une relation linéaire entre le volume d'élution et le logarithme du poids moléculaire.

- L'électrophorèse sur un gel de polyacrylamide en gradient. Des résultats voisins de ceux de la filtration sur gel sont obtenus grâce à des gels d'électrophorèse de porosité décroissante dans lesquels les protéines se trouvent progressivement bloquées en fonction de leur poids moléculaire.

Le poids moléculaire des protéines varie de quelques milliers à 1 million ou plus.

## Propriétés électriques

### Caractère amphotère
La liaison peptidique n'est pas chargée aux pH présentant un intérêt physiologique. En effet à de tels pH la formation de peptides à partir de leurs acides aminés constitutifs s'accompagne d'une perte nette d'une charge positive et d'une charge négative par liaison peptidique formée. Cependant, les peptides sont des molécules porteuses de charges au pH physiologique à cause des charges sur les groupements C et N terminaux et sur les groupements fonctionnels des carbones alpha des acides aminés polaires.
La charge varie avec le pH : en milieu acide, les protéines s'ionisent comme des bases et sont chargés positivement. En milieu alcalin, elles forment des anions.
Il existe un point de pH pour lequel les charges + et - sont équivalentes, la charge nette étant donc nulle ; c'est le point isoélectrique, ou pHi, de la protéine qui alors ne se déplace plus dans un champ électrique.

### Mobilité électrophorétique - électrophorèse - électrofocalisation
Soumises à un champ électrique, les protéines se déplacent plus ou moins suivant leur charge : c'est la mobilité électrophorétique qui permettra donc, s'il y a un mélange de protéines de les séparer par électrophorèse. C'est un procédé très classique de fractionnement des protéines qui peut être soit seulement analytique soit aussi préparatif. Elle est généralement réalisée sur des supports : acétate de cellulose, gel de gélose, gel de polyacrylamide. L'électrophorèse de zone est très couramment utilisée en biologie clinique pour séparer les protéines du sérum sanguin.
L'isoélectrofocalisation (IEF)repose sur la propriété des molécules amphotères comme les protéines d'être chargées positivement si le pH est plus acide que leur pHi, négativement si le pH est plus basique que leur pHi. On peut appliquer au support porteur du gradient de pH un champ électrique tel que le pôle + ou anode sont à la borne acide et le pôle - ou cathode à la borne basique. Si la molécule amphotère est neutre, elle restera immobile. Si elle est au départ chargée négativement, elle sera repoussée par la cathode et rejoindra sous l'effet du champ électrique son pHi. Si elle est chargée positivement, repoussée par l'anode, elle rejoindra également son pHi. Ainsi, quel qu'ait été le point de départ de la protéine dans ce gradient de pH soumis à un champ électrique, elle se trouvera focalisée, concentrée à son pHi. Ces conditions sont réalisées par l'utilisation d'un mélange de molécules amphotères de faible masse molaire (ou ampholytes) dont les pH isoélectriques couvrent la zone de pH choisie.